# Sindora affinis
Sindora affinis är en ärtväxtart som beskrevs av De Wit. Sindora affinis ingår i släktet Sindora och familjen ärtväxter. Inga underarter finns listade i Catalogue of Life.